# Centre national des arts du cirque
Le Centre national des arts du cirque (CNAC) est un établissement français de formation supérieure et de recherche dépendant du ministère de la Culture et de la Communication, inauguré en 1986 par Jack Lang.

## Bâtiment inscrit aux Monuments historiques
Il est installé dans le cirque municipal de Châlons-en-Champagne, construit à la fin du XIXe siècle par l'architecte Louis Gillet et qui est inscrit au titre des Monuments historiques depuis 1984 .

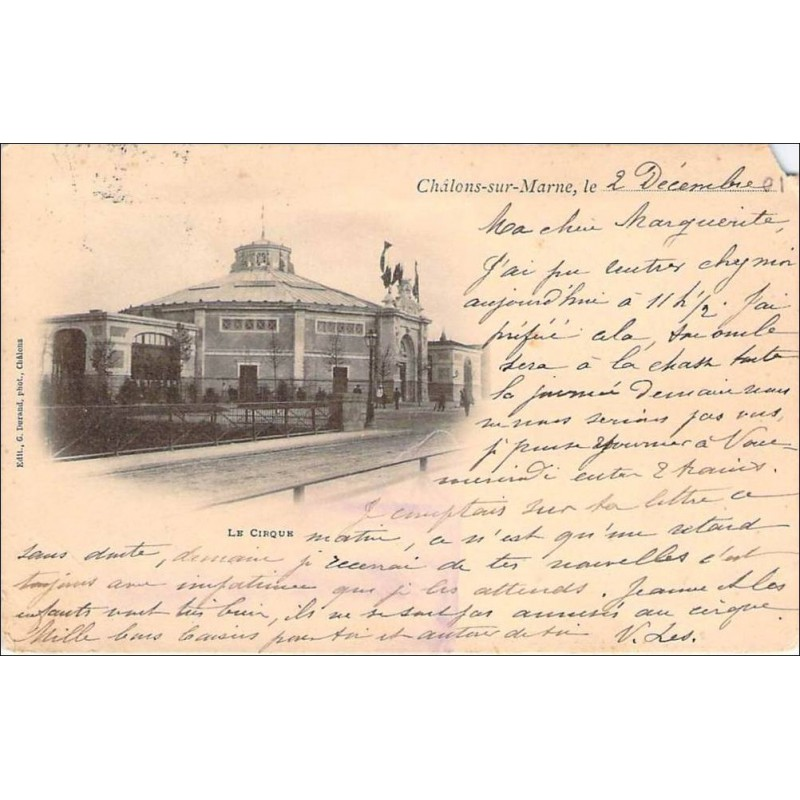
Carte postale (vers 1900). Le cirque, Châlons-sur-Marne.

Depuis l'été 2015, il dispose de nouveaux espaces de travail sur le site de "La Marnaise" situé à 500 mètres du site du cirque historique (site occupé pendant plusieurs décennies par une coopérative agricole.)

## Enseignement
Le Centre national des arts du cirque est un établissement supérieur de formation et de recherche.
Depuis sa création, son « cœur de métier » porte sur l'école supérieure. Pendant de longues années, le Cnac a délivré le DMA artiste de cirque (Bac + 2). Depuis 2015, il attribue le Dnsp AC - Diplôme national supérieur professionnel d'artiste de cirque, à l'issue d'un cursus de 3 années qui, depuis 2020, est réalisé en intégralité à Châlons-en-Champagne. Les étudiants recrutés à partir de cette année peuvent également prétendre à une double licence Arts du spectacle et Staps délivrée par l'université de Reims Champagne-Ardenne (URCA).
Depuis septembre 2012, le Cnac participe au Bac L - Option Arts du cirque dispensé par le lycée Pierre-Bayen de Châlons-en-Champagne.
Les autres activités développées par le Cnac sont la Formation tout au long de la vie (formations en direction des professionnels du cirque et, plus largement, du spectacle vivant), la ressource et la recherche (pédagogique, artistique, technique, etc.).

## En images

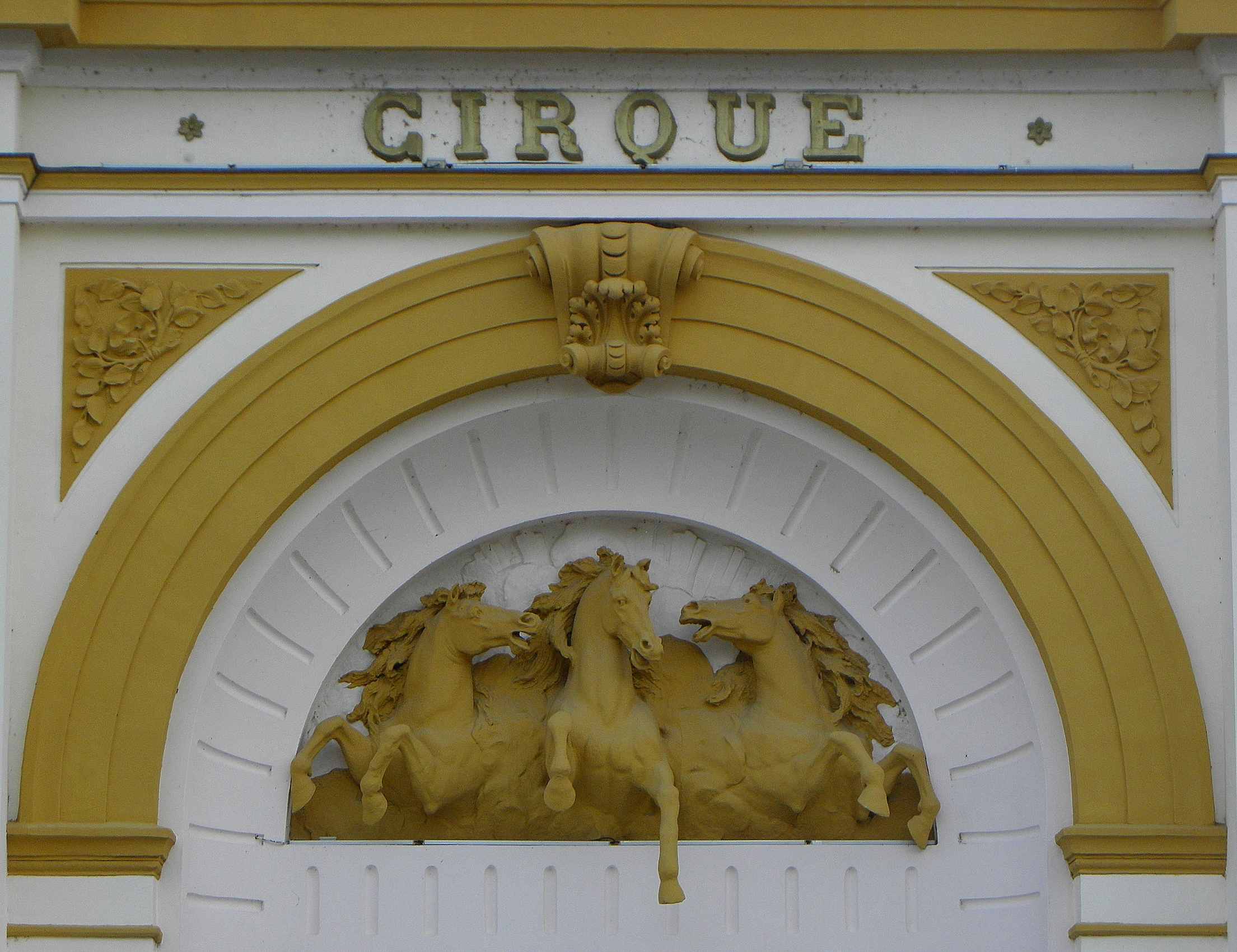
Décoration de la façade.
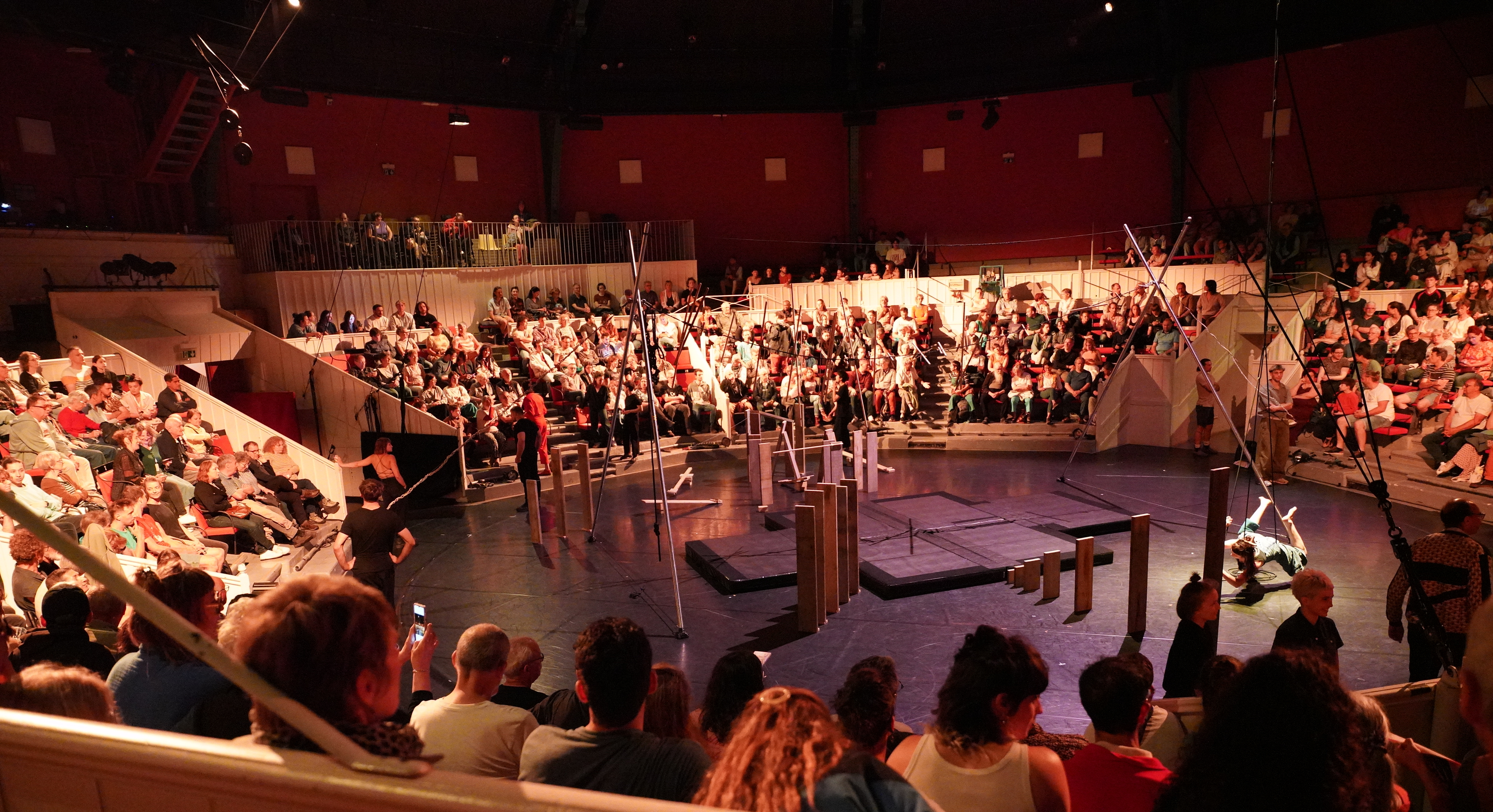
Vue de la salle lors d'une représentation de la 37e promotion.
Logo du Centre.
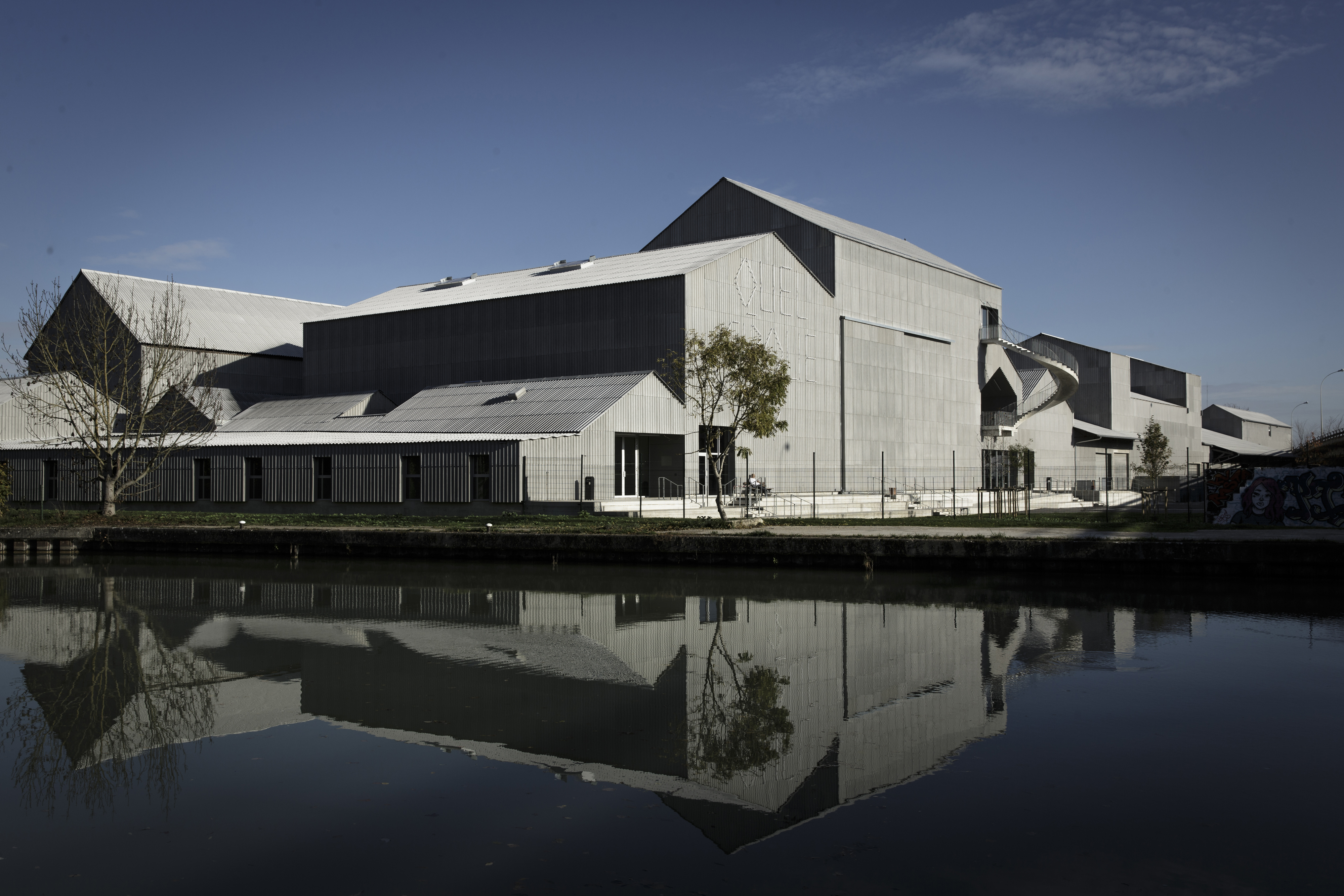
Locaux du Site La Marnaise.
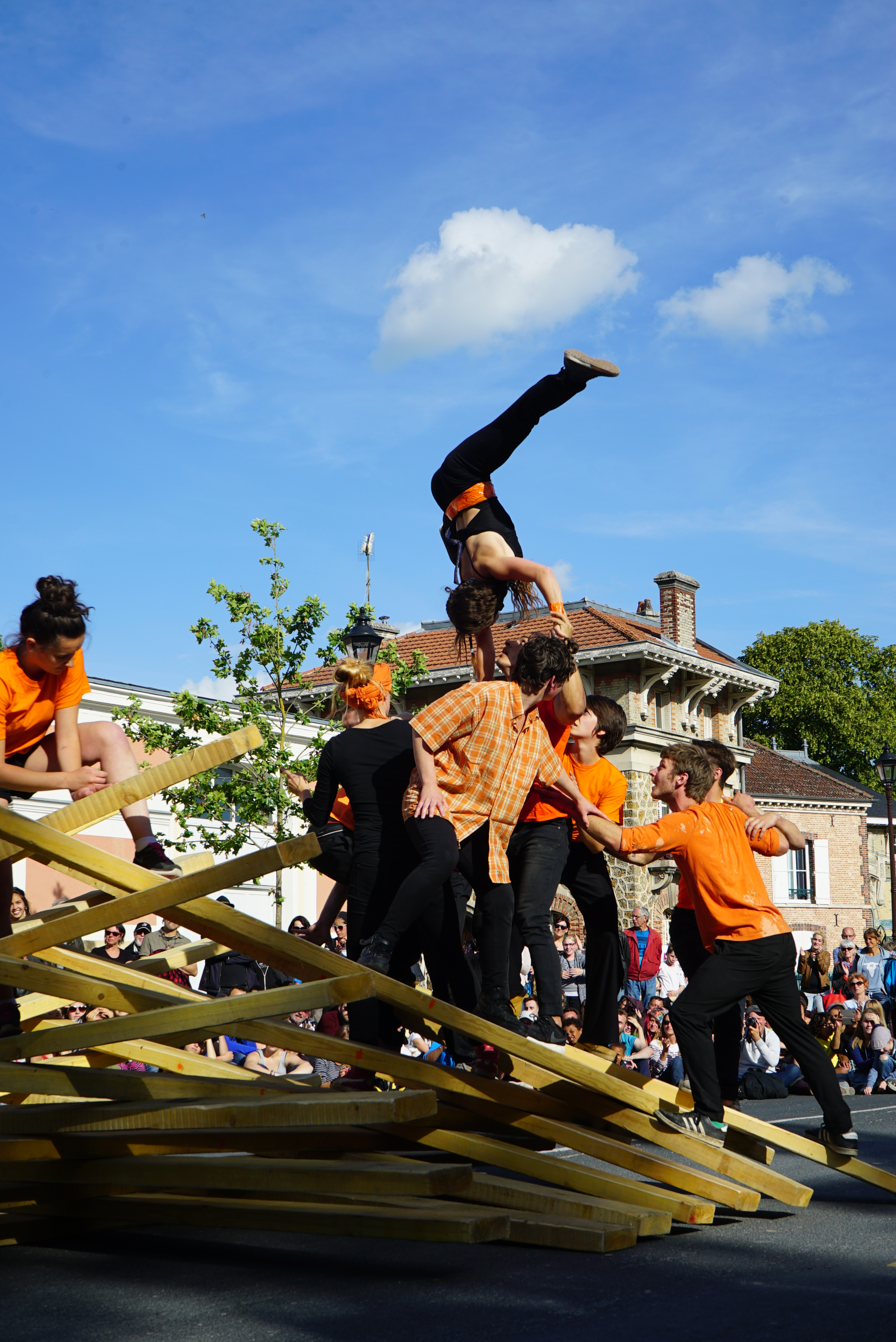
La trentième promotion lors du festival Furies de 2017.
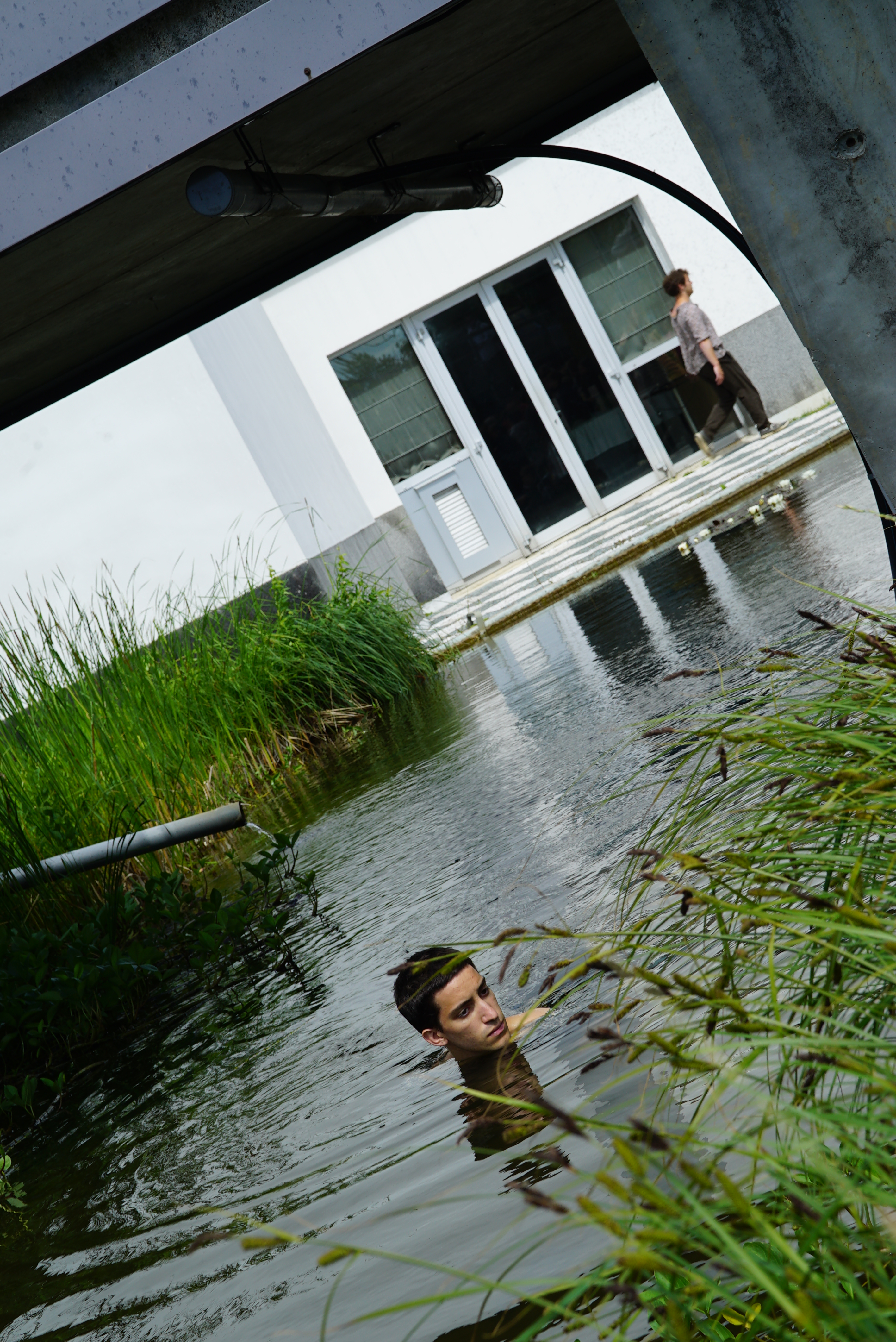
La trentième deuxième promotion lors du festival Furies de 2019.
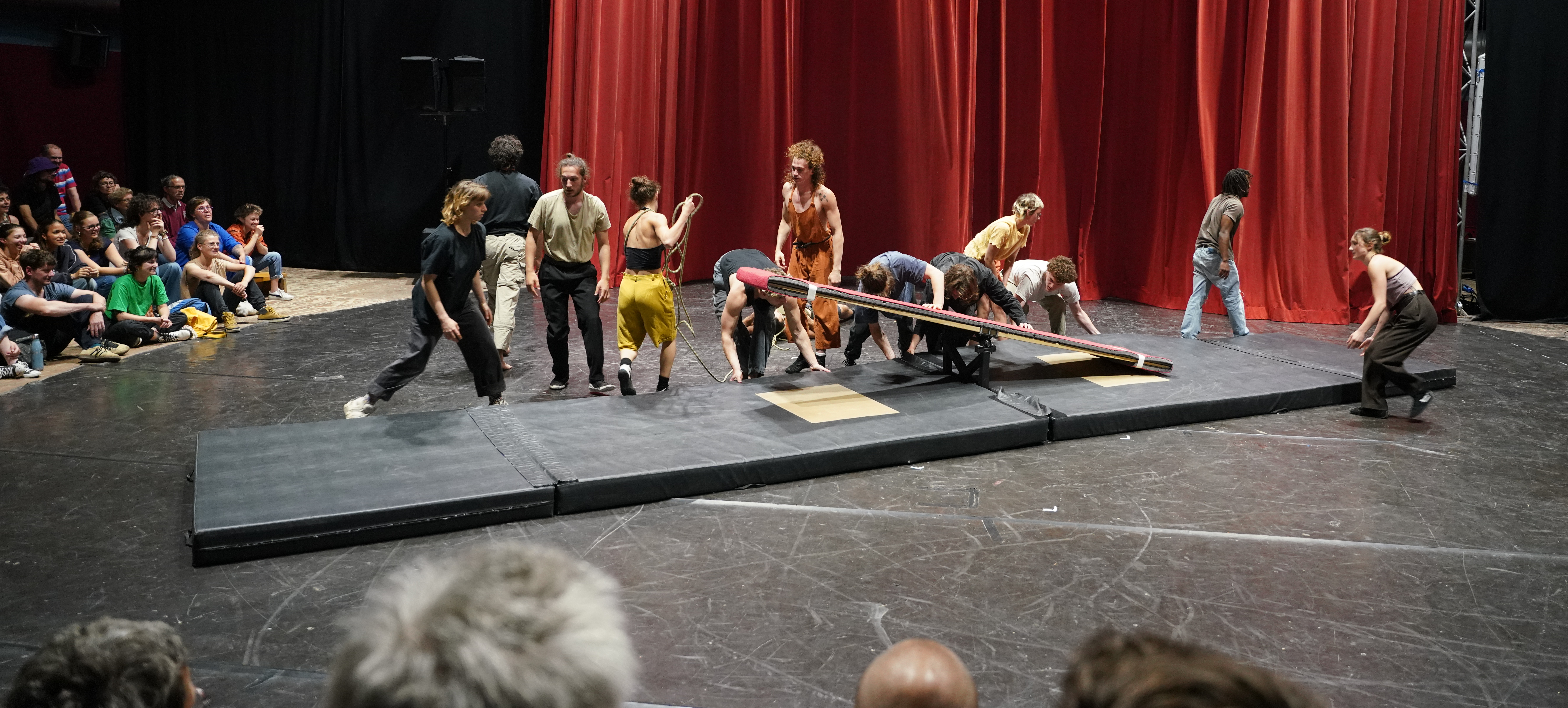
La 38e.

## Sources
Sylvain Mikus, Louis Gillet, architecte de la Belle-Époque, Mémoires de la Société d'agriculture, commerce, sciences et arts de la Marne, 2001 (http://academie.chalons.free.fr).